# Fidiobia synergorum
Fidiobia synergorum is een vliesvleugelig insect uit de familie van de Platygastridae. De wetenschappelijke naam van de soort is voor het eerst geldig gepubliceerd in 1921 door Kieffer.